# Supij
Supij (ukr. Супій) – rzeka na Ukrainie, lewy dopływ Dniepru, wpada do Zbiornika Kremieńczuckiego.
Płynie przez Nizinę Naddnieprzańską, jej długość wynosi 130 km, a powierzchnia dorzecza – 2000 km². W dorzeczu znajdują się mokradła, teren ochrony ptaków bąk, rybitwa czarna, wodniczka.